# Enyaliopsis petersii
Enyaliopsis petersii är en insekt som  beskrevs 1853 av Hermann Rudolph Schaum. Arten ingår i släktet Enyaliopsis och familjen vårtbitare. Inga underarter finns listade i Catalogue of Life. E. petersii förekommer i Afrika.